# مايكل كالشي
مايكل كالشي، من مواليد عام 1986م. قرصان من مونتريال بكندا. قام بأكبر عملية «هجوم حجب الخدمة» عام 2000م وهو لايزال طفلا بـ 14 سنة. وهذا سبب تسميته بـ «فتى المافيا» Mafia Boy حيث قام بتعطيل شركات عملاقة مثل:
```
1-«ياهو» Yahoo
```

2-«آمازون» Amazon
3-«إيباي» Ebay
4-«دل» DeLL
5-«سي أن أن» المرتبطة بمواقع أخرى CNN
سجن أشهراً في السجن لعمله هذا، لكنه ترك إرثاً للقراصنة خلفه، وجدت الشركات عامةً ورجال الأعمال فجأة أن الإنترنت أصبحت مكانا غير آمن للإستثمار والأعمال التجارية. في عام م2008م قال «مايكل» أن بإمكانه إعادة الكرة. لأن الإجراءات اللازمة ضد هذا الهجوم لم تتخذ.